# Дёма-Южная
Дёма-Южная (официально 6 км, также Дёма-Южный парк) — остановочный пункт, расположенный в южном парке станции Дёма на двухпутной электрифицированной линии Дёма — Карламан и Южном обходе Уфы Башкирского региона Куйбышевской железной дороги. Находится в Уфимском районе республики Башкортостан.

## Расположение и инфраструктура
Остановочный пункт расположен на территории Жуковского сельсовета Уфимского района. Населённые пункты к Дёме-Южной не прилегают, железнодорожный парк находится в окружении лесистой местности, полной стариц реки Дёмы и озёр. К станции имеется автодорога необщего пользования, в 3,5 км к северу примыкающая к федеральной трассе М5 «Урал» Москва-Челябинск.
На остановочном пункте имеется касса пригородного сообщения. Коммерческие операции, осуществляемые по станции: посадка и высадка пассажиров на (из) поезда пригородного и местного сообщения. Приём и выдача багажа не производятся.

## Дальнее сообщение
Пассажирские поезда дальнего следования № 345/346 Нижневартовск — Адлер, № 371/372 Уфа — Андижан, № 381/382 Уфа — Ташкент, № 675/676 Уфа — Сибай (с ВБС Москва-Казанская — Магнитогорск) стоянки на остановочном пункте Дёма-Южная не имеют.
Движение поездов сообщением Уфа — Ташкент и Уфа — Андижан временно отменено решением Узбекских железных дорог в связи с угрозой распространения коронавируса.

## Пригородное сообщение
Остановочный пункт Дёма-Южная является промежуточным для всех пригородных поездов. По состоянию на ноябрь 2021 года пригородное сообщение осуществляется электропоездами ЭД4М, а также рельсовыми автобусами РА1 и РА2 по следующим направлениям:
- Уфа — Инзер (ежедневно, 2 пары электропоездов, часть из них следует дальше станции Уфа от/до станции Шакша)
- Стерлитамак — Уфа (ежедневно, 1 пара поездов)
- Приуралье — Уфа — Улу-Теляк (ежедневно, 1 утренний электропоезд, обратного поезда сообщением Улу-Теляк — Приуралье нет)

Среднее время движения пригородных поездов от/до станции Уфа составляет 25-28 минут. Скорые пригородные поезда сообщением Уфа-Кумертау и Уфа-Оренбург, а также поезд выходного дня сообщением Уфа-Айгир стоянку на остановочном пункте не осуществляют.